# Rogiera breedlovei
Rogiera breedlovei là một loài thực vật có hoa trong họ Thiến thảo. Loài này được (Lorence) Borhidi miêu tả khoa học đầu tiên năm 1997.